# Tuomas Sammelvuo

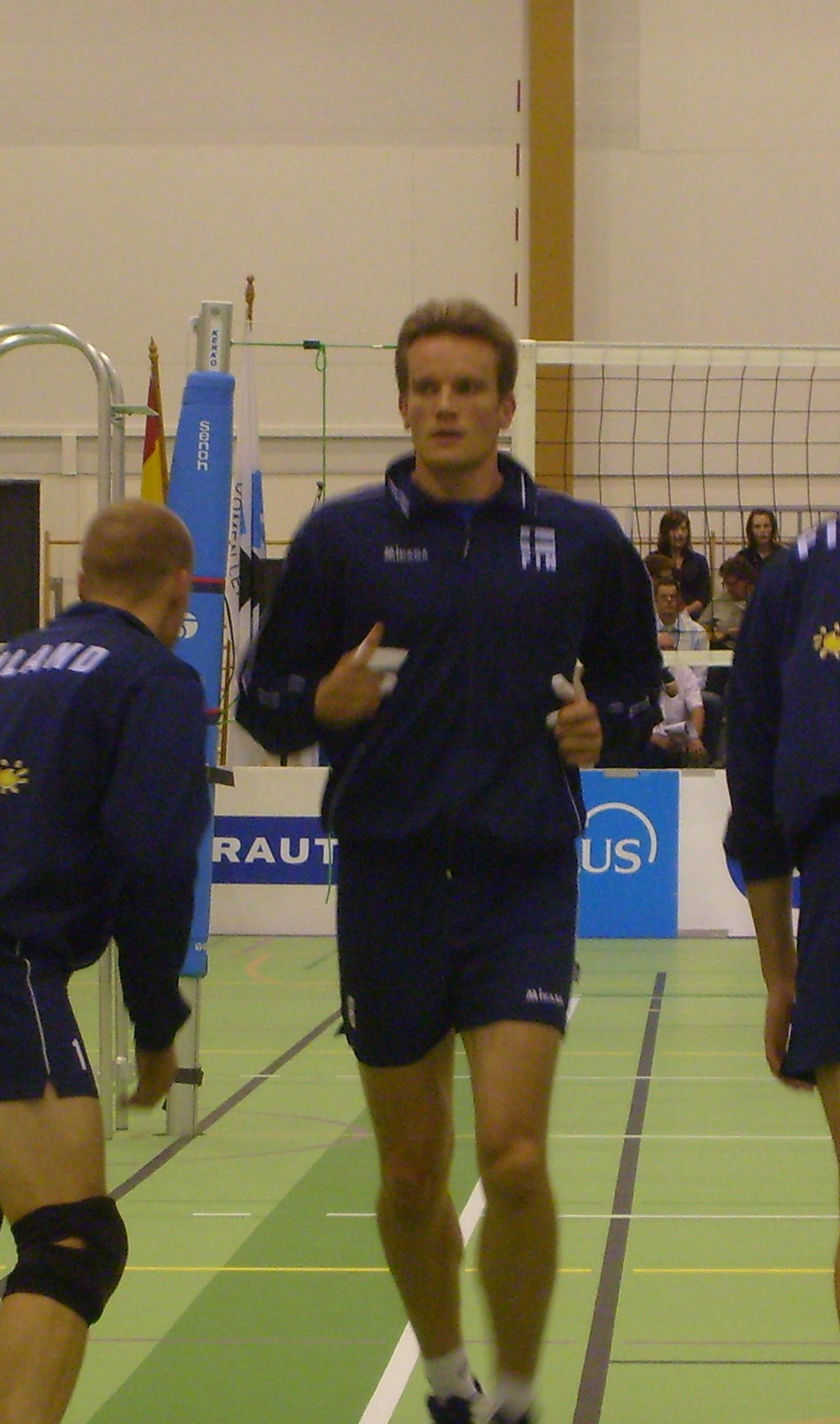
Tuomas Sammelvuo reprezentantem Finlandii

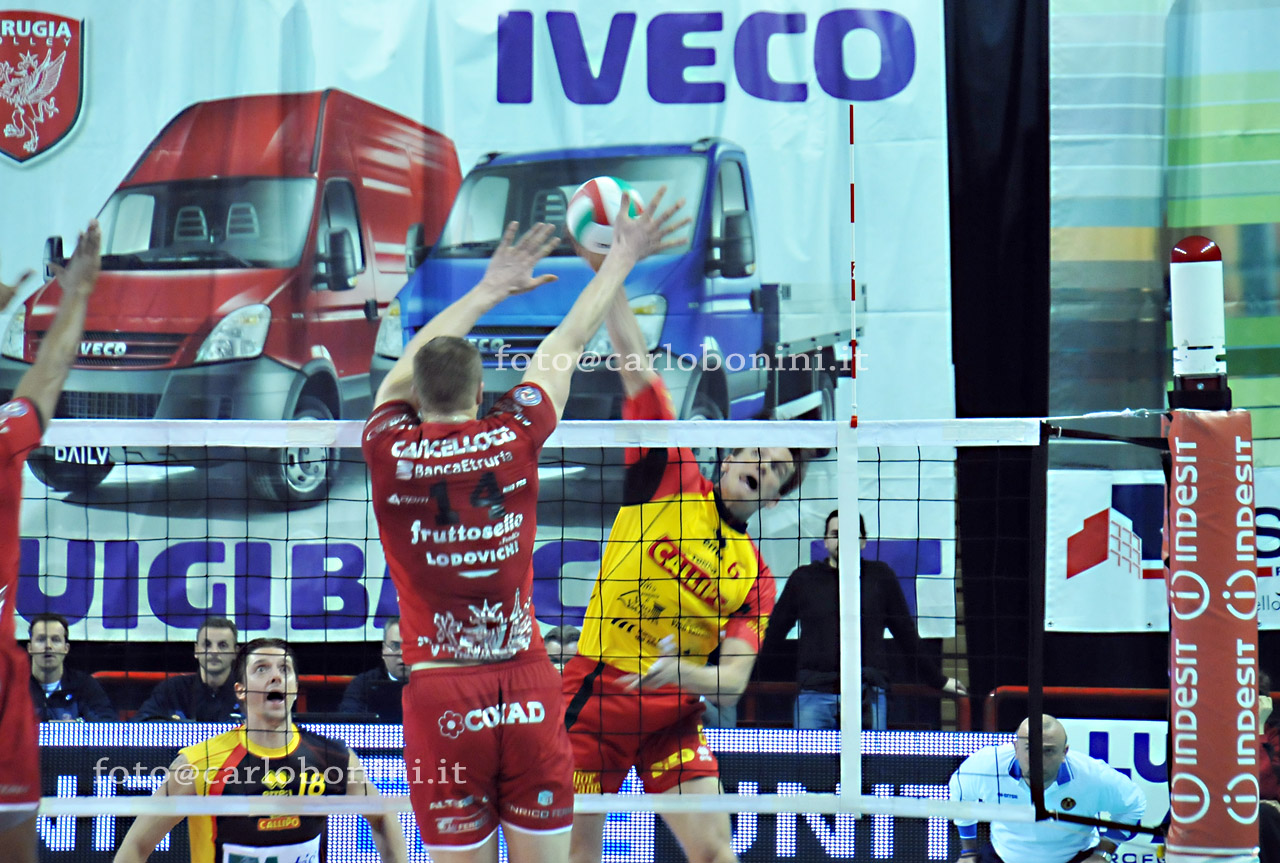
Tuomas Sammelvuo zawodnikiem Tonno Callipo Vibo Valentia podczas ataku z lewego skrzydła w meczu z RPA-LuigiBacchi.it Perugia w sezonie 2008/2009

Tuomas Petteri Sammelvuo (ur. 16 lutego 1976 w Pudasjärvi) – fiński siatkarz, grający na pozycji przyjmującego; reprezentant Finlandii. Wieloletni kapitan reprezentacji. Od 2013 pełni funkcję trenera siatkówki.

## Kariera
W siatkówkę zaczął grać w wieku dziewięciu lat w swoim rodzinnym mieście Pudasjärvi, gdzie całymi dniami grywał wraz z dwójką braci i siostrą. Jako niespełna szesnastolatek przeniósł się do Tampere. Tam podjął naukę w szkole sportowej Varala. Po roku przeprowadził się do Raisio, gdzie z tamtejszym klubem zajął trzecie miejsce w mistrzostwach Finlandii. Następne trzy lata spędził w Kuopio, grając w KuPS-Volley. Z tą drużyną dwukrotnie zdobył złoty i raz srebrny medal mistrzostw Finlandii. Jednocześnie grał w młodzieżowej reprezentacji Finlandii, z którą zajął 4. miejsce na Mistrzostwach Świata Juniorów w 1995.
Z Kuopio przeniósł się do Strasburga we Francji. Przez rok reprezentował tam lokalny klub. Przez następne dwa lata grał w Stade Poitevin, zdobywając kolejno mistrzostwo i wicemistrzostwo Francji.
W 2000 przeniósł się do Włoch i rozpoczął grę we włoskiej serie B1 w Turynie, ale wkrótce przeszedł do Noicom Cuneo, debiutując w Serie A. Z zespołem zdobył Puchar Włoch i Puchar CEV (2002). Po dwóch latach spędzonych w Cuneo przeszedł do klubu Copra Ventaglio Piacenza.
W 2003 wrócił do Francji, aby przez dwa lata reprezentować Tours VB. W tym czasie klub ten odniósł największe sukcesy. W 2004 zdobył tytuł mistrza Francji i zajął 3. miejsce w Lidze Mistrzów, w której rok później został triumfatorem. Tym samym Tuomas Sammelvuo został pierwszym w historii fińskim siatkarzem który zdobył to trofeum. Poza sukcesem w Lidze Mistrzów wygrał jeszcze Puchar i Superpuchar Francji.
W sezonie 2005/2006, jako pierwszy fiński siatkarz grał w japońskiej V.League reprezentując zespół Toyoda Gosei Trefuerza. Został wybrany do drużyny gwiazd ligi japońskiej.
W 2006 wrócił do Finlandii i podpisał trzyletni kontrakt z Pielaveden Sampo. Wkrótce jednak przyszła oferta z rosyjskiego Dinamo-Jantar, drużyny z Królewca, w której grał w tym czasie Łukasz Żygadło. Kontrakt z Pielaveden Sampo rozwiązano i przeniósł się do Rosji. Zespół z Królewca wywalczył 6. miejsce w Superlidze, a Tommas Sammelvuo zajął 3. miejsce w plebiscycie na najlepszego siatkarza ligi. W 2008 został wybrany do drużyny gwiazd Superligi w meczu przeciwko reprezentacji Rosji.
W sezonie 2008/2009 wrócił do włoskiej Serie A, gdzie reprezentował barwy zespołu Tonno Callipo Vibo Valentia, w sezonie 2009/10 reprezentował barwy polskiego zespołu ZAKSA Kędzierzyn-Koźle. W sezonie 2010/11 występował w rosyjskiej Superlidze, w drużynie Lokomotiw Nowosybirsk.

### Reprezentacja
W drużynie narodowej zadebiutował 17 listopada 1993 w meczu Finlandia-Chorwacja.
Kapitanem reprezentacji Finlandii został w 1997. W Mistrzostwach Europy 2007 wraz z reprezentacją zajął 4. miejsce, co jest największym osiągnięciem w historii fińskiej siatkówki. Po meczu z Kanadą w Lidze światowej w 2012 zakończył karierę. W reprezentacji rozegrał 296 spotkań.

### Kariera trenerska
W okresie 2013–2019 trener reprezentacji Finlandii, od maja 2016 do września 2019 był trenerem rosyjskiego klubu Kuzbass Kemerowo. Od marca 2019 do 2022 był trenerem reprezentacji Rosji. Od 2022 do 2024 był selekcjonerem Kanady. Od sezonu 2019/2020 prowadził klub Zenit Petersburg. Za pracę szkoleniową w Rosji 15 lipca 2022 otrzymał Order Przyjaźni. Po zakończeniu pracy w Zenicie Petersburg i reprezentacji Rosji, Tuomas Sammelvuo 1 sierpnia 2022 roku został ogłoszony nowym szkoleniowcem zespołu mistrza Polski - Grupa Azoty ZAKSA Kędzierzyn-Koźle. Wygrał z Grupą Azoty ZAKSA Kędzierzyn-Koźle Ligę Mistrzów 2023. Dnia 22 lutego 2024 odszedł z klubu ze względu na słabe wyniki sportowe. 25 czerwca 2024 został ogłoszony nowym selekcjonerem Asseco Resovii Rzeszów.

## Sukcesy

### jako zawodnik

#### klubowe
Liga fińska:
- 1995, 1996
- 1997
- 1994

Puchar Finlandii:
- 1994, 1995

Liga francuska:
- 1999, 2004
- 2000
- 2005

Puchar Włoch:
- 2002

Puchar CEV:
- 2002

Liga Mistrzów:
- 2005
- 2004

Puchar Francji:
- 2005

Superpuchar Francji:
- 2005

Puchar Rosji:
- 2010

#### reprezentacyjne
Liga Europejska:
- 2005

### jako trener

#### klubowe
Liga rosyjska:
- 2019
- 2021

Puchar CEV:
- 2021, 2025[11]

Puchar Polski:
- 2023[12]

Liga polska:
- 2023[13]

Liga Mistrzów:
- 2023[14]

Superpuchar Polski:
- 2023[15]

#### reprezentacyjne
Rosja
Liga Narodów:
- 2019

Igrzyska Olimpijskie:
- 2020

Kanada
Mistrzostwa Ameryki Północnej, Środkowej i Karaibów:
- 2023[16]

## Nagrody indywidualne
- 1997: MVP ligi fińskiej w sezonie 1996/1997
- 1997: Zespół Gwiazd ligi fińskiej w sezonie 1996/1997
- 1997: Najlepszy atakujący eliminacji w Portugalii do Mistrzostw Europy
- 1997: Siatkarz roku w Finlandii
- 2000: Siatkarz roku w Finlandii
- 2001: Siatkarz roku w Finlandii
- 2004: Najlepszy siatkarz Finlandii
- 2005: Najlepszy siatkarz Finlandii
- 2006: Zespół Gwiazd ligi japońskiej w sezonie 2005/2006
- 2006: Najlepszy siatkarz Finlandii
- 2007: Trzecie miejsce w plebiscycie na najlepszego siatkarza ligi rosyjskiej w sezonie 2006/2007
- 2007: Najlepszy siatkarz Finlandii
- 2007: Najlepszy atakujący w finałowym turnieju Pucharu Rosji
- 2008: Zespół gwiazd rosyjskiej Superligi w sezonie 2007/2008

## Życie prywatne
Ma żonę o imieniu Petra. Dwoje dzieci, syna Aarona i córkę Aurorę.